# Productions d'Apollo Brown
Cet article présente la liste des productions musicales réalisées par Apollo Brown.

## 2008
- Past Due : Career
  - Good Deal (featuring Rusty Deyah)
  - Way Back
  - Life Can Get (featuring J.R. Blac)
  - Requiem (featuring Denisha Osbourne & Tomorrow Allen)
  - Past Due (Late Outro By Paradime)

## 2009
- Elzhi : The Leftovers (Unmixedtape)
  - Contra

- Finale : A Pipe Dream and a Promise
  - Arrival & Departure – Coproduit par V-Tech

- The Regiment : A New Beginning
  - Real Talk
  - Old School Vibe
  - They Don't Know
  - Torn Velvet
  - Every Stripe
  - Loss
  - Heartache
  - Bad News
  - Soul to Keep
  - Stand Up
  - Take It Back

## 2010
- Compilation artistes divers : Helpless Dreamer
  - Home Comes First (Kenn Starr et Finale)
  - Judas Priest (Buff1 et Magestik Legend)
  - Helpless Dreamer (Roc Marciano, XO et Tranqill)

- Compilation artistes divers : Juice CD Volume 107
  - Hungry (Apollo Brown featuring Black Milk et Rapper Big Pooh)

- Apollo Brown : The Reset

- Apollo Brown & Boog Brown : Brown Study

- Danny Brown : Detroit State of Mind 4 
  - Contra
  - The Wizard

- The Left : Gas Leaks

- The Left : Gas Mask

## 2011
- Apollo Brown : Clouds

- Apollo Brown & Hassaan Mackey : Daily Bread

- Boog Brown : The Brown Study Remixes
  - Detroit

- 5 Ela : Pipe Bomb / Riot Muzik!! (Remix)
  - Riot Muzik!! (Remix)

- Flow'etic : Beyond Description
  - Whole Story (featuring Kid Clef)

- Has-Lo : Conversation B
  - Hindsight

- The Regiment : The Panic Button
  - Battle Cry
  - The Reason
  - Battle Cry Remix (featuring Boog Brown)
  - Old School Vibe Remix

- Street Justice : Go H.A.A.M!
  - Playing with Fire
  - The Long Await

- Verbal Kent : Save Yourself
  - Cry

## 2012
- Compilation artistes divers : Self Sacrifice
  - Prestige of a King (O.C.)
  - Protocol (Finale)

- Apollo Brown & Guilty Simpson : Dice Game

- Apollo Brown & O.C. : Trophies

- Chino XL : RICANstruction: The Black Rosary
  - Father's Day
  - Eight Beginnings (featuring Mystic)
  - Can Be
  - Black Rosary 8am
  - Missing You [8pm Interlude] (featuring Saliqa Khan)
  - Take It Back (featuring Rakaa Iriscience et Roc Marciano)

- DJ Soko : Stand Up / Biters
  - Stand Up (featuring Guilty Simpson et Hassaan Mackey)

- Has-Lo : Stained Glass / Make a Bet
  - Stained Glass

- Journalist 103 : Reporting Live
  - Where Is the Love (featuring Eternia et Vstylez)

- Wordsworth : The Photo Album
  - Vanish

## 2013
- Ghostface Killah : 12 Reasons to Die: The Brown Tape

- Jackse : Make Smoove

- Phora : A Life to Live
  - Summer Madness (featuring XP)

- Ugly Heroes : Ugly Heroes

## 2014
- Compilation artistes divers : Mandala Vol. 2, Today's Mathematics
  - The Pain Is Gone (Murs)
  - Pay Attention (Ugly Heroes)

- Apollo Brown : Thirty Eight

- Apollo Brown & Planet Asia : Abrasions: Stitched Up

- Apollo Brown & Ras Kass : Blasphemy

- D.I.T.C. : The Remix Project
  - All Love (Apollo Brown Remix)

- Skyzoo & Torae : Barrel Brothers
  - Got It From Here

- Ugly Heroes : Ugly Heroes EP
  - Legit Worthless
  - Naysayers & Playmakers
  - Good Thing Die (featuring Murs)
  - Risk Brings Reward
  - Michael & Scottie & Horace
  - Pay Attention
  - Ugly (featuring DJ Eclipse)
  - Underrated

- Vstylez : At Oddz Til I'm Even
  - Turn Up the Volume
  - Built (featuring Kid Vishis et Kuniva)

## 2015
- Compilation artistes divers : Persona
  - PNT (featuring Ras Kass)
  - Troubles (featuring Masta Ace)
  - No Future (featuring Rapper Big Pooh)

- Eshon Burgundy : Gunz x Rosez

- Rapper Big Pooh : Words Paint Pictures

- Skyzoo : Music for My Friends
  - Things I Should've Told My Friends

- Verbal Kent : Anesthesia
  - Suit Case Switch (featuring Freddie Gibbs)
  - Illustrate
  - Save Face (featuring Red Pill

## 2016
- Apollo Brown & Skyzoo : The Easy Truth

- Dynasty : Forever, DY
  - One Day

- REKS : The Greatest X
  - Future Kings (featuring Cassius the 5th)
  - H.I.P.H.O.P

- Romano Le Stick : Dans l'impasse
  - Je suis un monstre [Titre bonus]

- Torae : Entitled
  - Coney Island's Finest

- Ugly Heroes : Everything in Between

- Verbal Skillz : OldManRapper
  - Don't Try to Tell Me
  - N16 6AH (I Pray for Trouble) (featuring REKS, Micall Parknsun & Journalist103)

- Westside Gunn : FLYGOD
  - Mr. T

## 2017
- Stik Figa : Central Standard Time
  - Holding Back Tears

- Apollo Brown & Planet Asia : Anchovies

## 2018
- Ghostface Killah & Apollo Brown : The Brown Tape

- Compilation artistes divers : Across The Globe Vol.1 Beats By Apollo Brown
  - Reminiscing (Jehst featuring Tyler Daley)
  - Times Different (Juga-Naut, Vandal Savage & Cappo)
  - World Revolves (Dialectrix)
  - First Come First Served (Lazy Grey)

- Chris Orrick : Portraits
  - Lazy Buddies